# 番子寮 (臺南市新市區)
番子寮，原寫為番仔藔，是臺灣臺南市新市區的一個傳統地域名稱，位於該區南部略偏東。相較於今日行政區，其範圍大致包括永就里不含東端及北部邊界地帶兩段及西南部邊界地帶、港墘里南部邊界地帶中段、潭頂里西部凸出部分的西南側邊界地帶中段。
本地區境內主要聚落為番仔藔、移民寮。

## 歷史
台灣日治初期，番子寮地區為一街庄，稱為「番仔藔庄」（舊制街庄），隸屬於新化西里。該庄昔日西及西北與社內庄、新店庄為鄰，北與港仔墘庄為鄰，東邊為潭頂庄，南邊為大目降街、北勢庄、車行庄。
1901年（日治明治三十四年）11月11日，全台廢縣廳改設二十廳，該庄隸屬於臺南廳。1904年（明治三十七年）3月31日，該庄編入「新市區」，隸屬於臺南廳。1909年（明治四十二年）10月25日，全台合併二十廳為十二廳，新市區仍隸屬於臺南廳。1920年（大正九年）10月1日，全台地方制度大改正，廢十二廳改設五州二廳，該庄改制並雅化為「番子寮」大字，隸屬於臺南州新化郡新市庄（新制街庄）。
戰後新市庄改制為新市鄉，隸屬於臺南縣，大字亦改制為村。1950年（民國39年）10月25日，雲、嘉、南分治，新市鄉仍隸屬於臺南縣。2010年（民國99年）12月25日，臺南縣、市合併為直轄臺南市，新市鄉改制為新市區，村亦改制為里。

## 聚落
本地區發展較早的聚落為番仔藔，在日治初期的官方地圖上已有記載。此外，本地區尚有移民寮聚落。

## 交通
台鐵縱貫線是台灣西部南北向鐵路幹線，經過本地區西部邊界地帶外緣，並設有新市車站。該站屬三等站，停靠部分區間快車及全部區間車；由此可前往台鐵沿線各站。
國道8號又稱「台南支線」，是台南至新化的東西向快速/高速公路，經過本地區中南部。最近的交流道在西側為西部邊界外緣、省道台1線交會處旁的新市交流道；在東側為東部邊界外緣、國道3號交會處的新化系統交流道及省道台20線交會處的新化端交流道。由此等可快速前往國道8號沿線各地，或銜接國道3號、國道1號。
省道台1線又稱「縱貫公路」，是臺北至楓港的傳統平面幹道，經過本地區西北部及西部邊界地帶，其中部分路段與省道台19甲線共線。由該道路北行可前往新市區新市市區東郊、善化區、官田區、六甲區等地，南行可前往永康區、東區/南區、仁德區、高雄市湖內區等地。
省道台19甲線是鹽水至赤崁的幹道，經過本地區中西部暨移民寮聚落，其中部分路段與省道台1線共線。由該道路北行可前往新市區新市市區、善化區、麻豆區、下營區等地；南行可前往新化區、關廟區、高雄市阿蓮區、岡山區等地。
區道南144線是永就至新化的道路，經過本地區的番仔藔聚落。

## 學校
- 遠東科技大學

## 產業
- 台糖番子寮農場